# Johnnie Ray (album)
Johnnie Ray è il primo album del cantante pop statunitense Johnnie Ray, pubblicato dalla casa discografica Columbia Records nel 1952.

## Tracce

### LP
Lato A
1. Don't Blame Me – 2:22 (testo: Dorothy Fields – musica: Jimmy McHugh) – Registrato il 7 febbraio 1952 al Radio Recorders, Hollywood, California
2. Walkin' My Baby Back Home – 2:20 (testo: Roy Turk – musica: Fred E. Ahlert) – Registrato il 7 febbraio 1952 al Radio Recorders, Hollywood, California
3. Don't Take Your Love from Me – 2:17 (Henry Nemo) – Registrato il 7 febbraio 1952 al Radio Recorders, Hollywood, California
4. All of Me – 2:07 (Gerald Marks, Seymour Simons) – Registrato il 7 febbraio 1952 al Radio Recorders, Hollywood, California

Lato B
1. Give Me Time – 3:08 (Alec Wilder) – Registrato il 15 ottobre 1951 al Columbia Recording Studio di New York
2. The Lady Drinks Champagne – 3:18 (Alan Jeffreys, Jack Wilson) – Registrato il 15 ottobre 1951 al Columbia Recording Studio di New York
3. Out in the Cold Again – 2:50 (Ted Koehler, Rube Bloom) – Registrato il 16 ottobre 1951 al Columbia Recording Studio di New York
4. Coffee and Cigarettes – 2:35 (Herb Hendler, Doug Arthur) – Registrato il 15 ottobre 1951 al Columbia Recording Studio di New York

- Durata brani estratti dalla tracklist del CD Johnnie Ray / On the Trail, pubblicato nel 2002 dalla  Collectables Records (COL-CD-7439)

## Musicisti
Don't Blame Me / Walkin' My Baby Back Home / Don't Take Your Love from Me / All of Me
- Johnnie Ray – voce
- Buddy Cole Quartet (Buddy Cole: piano, Vincent Terri: chitarra, John Ryan: contrabbasso, Nick Fatool: batteria)

Give Me Time / The Lady Drinks Champagne / Out in the Cold Again / Coffee and Cigarettes
- Johnnie Ray – voce
- The Four Lads (gruppo vocale) – cori
- Mundell Lowe – chitarra
- Stan Freeman - piano (brani: Give Me Time, The Lady Drinks Champagne e Coffee and Cigarettes)
- Buddy Weed – piano (solo nel brano: Out in the Cold Again)
- Ed Safranski – contrabbasso (brani: Give Me Time, The Lady Drinks Champagne, Out in the Cold Again e Coffee and Cigarettes)
- Ed Shaughnessy – batteria (brani: Give Me Time, The Lady Drinks Champagne, Out in the Cold Again e Coffee and Cigarettes)
- Lucky Thompson – sassofono (brani: Give Me Time, The Lady Drinks Champagne e Coffee and Cigarettes)

Note aggiuntive
- Mitch Miller – produttore

## Classifica
Album
| Anno | Classifica             | Posizione raggiunta |
| ---- | ---------------------- | ------------------- |
| 1952 | Best Selling Pop Album | 3                   |

Singoli
| Anno | Titolo del brano          | Classifica             | Posizione raggiunta |
| ---- | ------------------------- | ---------------------- | ------------------- |
| 1952 | Walkin' My Baby Back Home | Billboard Hot 100      | 6                   |
| 1952 | Walkin' My Baby Back Home | Official Singles Chart | 12                  |